# No More Room in Hell
No More Room in Hell — компьютерная игра в жанре survival horror, разработанная на движке Source, является самостоятельной модификацией для игры Half-Life 2.
Атмосфера игры навеяна фильмами Джорджа Ромеро, такими как «Ночь живых мертвецов» (1968). Названием игры стала цитата из фильма «Рассвет мертвецов» (1978): «когда в аду закончится место, мертвые начнут ходить по земле»[значимость факта?].

## Разработка
Первая beta-версия игры, находившаяся почти семь лет в развитии, была выпущена к Хэллоуину 2011 года. В октябре 2013, за день до Хэллоуина, игра была бесплатно выпущена в Steam.

## Игровой процесс
Игровой процесс представляет собой шутер от первого лица с элементами survival horror. Игра выстроена вокруг выживания, поиска оружия и боеприпасов.
Игра рассчитана на кооператив до восьми человек; игроки управляют за выживших в зомби-апокалипсисе, а зомби находятся под управлением искусственного интеллекта.

### Режимы
В игре присутствует два режима:
- «Прохождение» (на картах с префиксом «nmo_») — на протяжении карты расположено множество точек с рядом задач, выполнение которых позволит спастись выжившим.
- «Выживание» (на картах с префиксом «nms_») — цель этого режима пережить определённый период времени до эвакуации, отбиваясь от волн зомби. Периодически на карте появляется вертолёт, который скидывает ящик с припасами и оружием выжившим[7][неавторитетный источник].

## Награды
В 2011 году No More Room in Hell была признана модификацией года по версии журнала PC Gamer. В том же году игра попала в топ 100 лучших модификаций Mod DB и стала лучшей многопользовательской модификацией 2011 года.
Летом 2018 года, благодаря уязвимости в защите Steam Web API, стало известно, что точное количество пользователей сервиса Steam, которые играли в игру хотя бы один раз, составляет 7 144 320 человек.